# تاريخ نادي الزمالك
نادي الزمالك، نادي مصري تأسس في بداية القرن العشرين (5 يناير 1911) تحت اسم نادي قصر النيل لأنه كان يشغل مكان (كازينو النهر) الحالي بالجزيرة، كان مرزباخ رئيس النادي ورئيس المحاكم المختلطة في مصر أول رئيس للنادي، في العام 1913 انتقل النادي إلى مقر ثاني عند تقاطع شارع 26 يوليو ورمسيس الحاليين في مكان مباني (الشهر العقاري ودار القضاء العالى) وتغير اسمه إلى المختلط لأنه كان يحوي بين جنباته عدة جنسيات سواء من أعضائه أو لاعبيه، ثم تغير اسمه مرة أخرى إلى نادي فاروق وكان ذلك في عام 1942 عندما حضر ملك مصر الملك فاروق مباراة نهائي كأس مصر التاريخية بين الزمالك والأهلي المصري وفاز الزمالك فيها على الأهلي 6-0 مما جعله يطلب من (حيدر باشا) وزير الحربية، ورئيس النادي وقتها أن يغير اسم النادي إلى (نادي فاروق) وتولي إسماعيل بك شيرين من أسرة محمد علي منصب نائب رئيس النادي. ومع ثورة 23 يوليو 1952 تغير الاسم مرة ثالثة إلى اسمه النهائي، وهو نادي الزمالك.

## المشاركة الأولى
في سنة 1916.. بدأت فكرة الكأس السلطانية كمسابقة للأندية المصرية وأندية أسلحة قوات الحلفاء.. ورفض الأهلي الفكرة لأنه لا يود اللعب مع أندية الحلفاء ليبقي الزمالك وحده ويفوز بكأس السلطان لأول مرة عام 1921.. وفي العام الثاني للمسابقة كان الأهلي قد اقتنع بضرورة المشاركة كخطوة جديدة للمقاومة والتحدي واثبات وجود للمصريين.. ثم بدأ النأديان ـ الزمالك والأهلي ـ لا يتفقان فقط علي مقاومة الأجانب.. وإنما اتفقا علي التنافس بينهما أيضا.. فتم الاتفاق علي اقامة مباراتين.. الأولي علي أرض الزمالك يوم 9 فبراير عام 1917 وفاز فيها الأهلي علي الزمالك 1/0.. والثانية علي أرض الأهلي يوم 2 مارس 1917 وفاز فيها الزمالك 1/0.

## الألوان والشعار
- يشتهر الزمالك بزيه الأبيض ذو الخطين الحمراوين بعرض قميص الفريق على الصدر، ويرمز اللون الأبيض لزي الفريق للسلام بينما يشير الخطين الحمراوين للكفاح في سبيل النصر.
- شعار نادي الزمالك عبارة عن رامي السهم في زى فرعوني يصوب سهمه نحو هدف، ويقصد بهذا الشعار التعبير عن الانتماء لمصر والاعتزاز بالحضارة المصرية كما يشير إلى ان هدف النادي دوما هو تحقيق الانتصار.[1]